# Auch Einer
Auch Einer. Eine Reisebekanntschaft ist ein Roman des deutschen Schriftstellers Friedrich Theodor Vischer. Die Erstausgabe des Romans erschien 1879 in zwei Bänden.

## Inhalt
Im ersten Band trifft der Erzähler während einer Reise durch die Schweiz die Hauptfigur, die zunächst anonym bleibt und anonym bleiben will, daher vom Erzähler mit den Initialen A. E. (für „Auch Einer“ – daher der Titel) bezeichnet wird. Der Protagonist A. E. zeigt sich als ein von der Tücke des Objekts in geradezu tragischer Weise verfolgter Held. Er will aber nicht hilflos den Gemeinheiten der Dinge ausgeliefert sein, sondern er rächt sich auch gelegentlich, indem er Gegenstände, die ihm besonders zugesetzt und es dabei zu weit getrieben haben, „exekutiert“, d. h. vernichtet. Außerdem hat A. E. das Pech, beständig erkältet zu sein, weshalb er durch Nies- und Hustanfälle an unpassender Stelle in peinliche Situationen gerät. Der Ich-Erzähler verachtet ihn für diese unmännlichen Eigenschaften, erkennt aber, dass er hinter diesen lächerlichen Zügen Mut und Ausdauer verbirgt. Dass mehr in ihm steckt, deutet er an mit seiner beständigen Sentenz: „Das Moralische versteht sich immer von selbst.“
Schließlich trennt man sich und eine Zeit später erhält der Erzähler ein nachgelassenes Manuskript von A. E., das die (den Rest des ersten Bandes bildende) satirische Erzählung „Der Besuch: Eine Pfahldorfgeschichte“ enthält. – Nach Figuren aus dieser Erzählung benannte der Astronom Max Wolf die Asteroiden (500) Selinur, (501) Urhixidur und (502) Sigune.
Im zweiten Band besucht der Erzähler den Heimatort des inzwischen verstorbenen A. E., der sich als ein Albert Einhart herausstellt. Einhart hat den Erzähler zum Verwalter seines literarischen Nachlasses gemacht. Die aus Einharts Tagebüchern extrahierten Sentenzen und Reflexionen bilden dann den Rest des zweiten Bandes.

## Rezeption
Der Roman, obwohl ungewöhnlich strukturiert und mit einem Exzentriker als Protagonisten, war sehr erfolgreich und wurde bis weit in das 20. Jahrhundert immer wieder aufgelegt.
In das allgemeine Bewusstsein hat sich der Begriff von der „Tücke des Objekts“ eingeprägt.
In diesem Kontext spielt das Buch auch eine Rolle in Heimito von Doderers groteskem Roman Die Merowinger oder Die totale Familie von 1962. Dort dient das Buch nämlich als Erkennungszeichen für die Agenten der metaphysischen Firma „Hulesch & Quentzel Ltd.“ in London.

## Zitat
„Das Moralische versteht sich immer von selbst.“

## Ausgaben
- Auch Einer. Eine Reisebekanntschaft. 2 Bde. Hallberger, Stuttgart und Leipzig 1879.
  - Bd. 1 (Digitalisat und Volltext im Deutschen Textarchiv).
  - Bd. 2 (Digitalisat und Volltext im Deutschen Textarchiv).
- 2., durchgesehene Auflage, 2 Bde., 1879.
- 3., neu durchgesehene Auflage, 2 Bde., 1884, 1894.
- 5. Auflage. Mit einem Lichtdruck nach der Büste Friedrich Theodor Vischers von A. Donndorf, 2 Bde., 1893, 18977, 19008, Leipzig/Stuttgart 190310.
- 25. Gesamtauflage Jubiläumsausg. 1904.
- Volksausgabe in einem Bd. 1.–5. Tsd., Stuttgart/Leipzig 1904. 10. Tsd., 1904.
- 33. Gesamt-Auflage 23. Tsd. der Volksausg. 1906.
- 34.–38. GesamtAuflage 34.–38. Tsd. der Volksausg. in einem Bd., Stuttgart 1906–1910.
- 49.–61. Gesamt-Auflage 39.–51. Tsd. der Volksausg., 1910–1914.
- 80.–89. Auflage, 1917
- 112–116. Auflage, 1920.
- 117–125 Tsd., 1921–1923.
- Leipzig 1919. Nachwort von Franziska Feilbogen
- Werke der Weltliteratur. Propyläen, Berlin 1923.
- Singer-Bücher, Berlin 1923. Hrsg. und mit einem Vorwort versehen von Gerhard Menz.
- Paul Franke, Berlin 1924?
- Hädeckes Dünndruckausgaben, Stuttgart 1924.
- Rothgießer & Possekel, Berlin 1924 (leicht gekürzt)
- Wohlfeile Edelsteine 7 (= Bücherei Volksgunst 31), Berlin 1925.
- Die silbernen Bücher 52, Berlin 1928.
- Knaurs Ewige Bücher (= Kunsthist. Romane 95), Berlin 1928.
- Die Schatzkammer 95, Berlin 1930. Hrsg. von Theodor Kappstein.
- Schwäbische Verlagsgesellschaft, Würmelingen 1983, ISBN 3-88466-025-X (Reprint der Ausgabe Berlin 1936)
- Insel-Verlag, Frankfurt/M. 1987 (insel taschenbuch 1063) Mit einem Nachwort von Otto Borst.